# باربرا إيوينغ
باربرا إيوينغ (بالإنجليزية: Barbara Ewing)‏ هي مؤلفة وكاتِبة وممثلة نيوزلندية، ولدت في 1944 بلندن الكبرى في المملكة المتحدة.

## وصلات خارجية
- باربرا إيوينغ على موقع IMDb (الإنجليزية)
- باربرا إيوينغ على موقع أول موفي (الإنجليزية)
- باربرا إيوينغ على موقع قاعدة بيانات الفيلم (الإنجليزية)